# 五峰站
五峰站是一个大郑铁路上的铁路车站，位于辽宁省彰武县五峰镇，建于1927年，目前为四等站，邮政编码为123216。目前客运：办理旅客乘降；行李、包裹托运；货运：办理整车、零担货物发到。
1. ↑  铁道部电子计算技术中心, 铁道部运输局. . 北京: 中国铁道出版社. 1998: 129. ISBN 9787113030995.